# 칠레 원주민

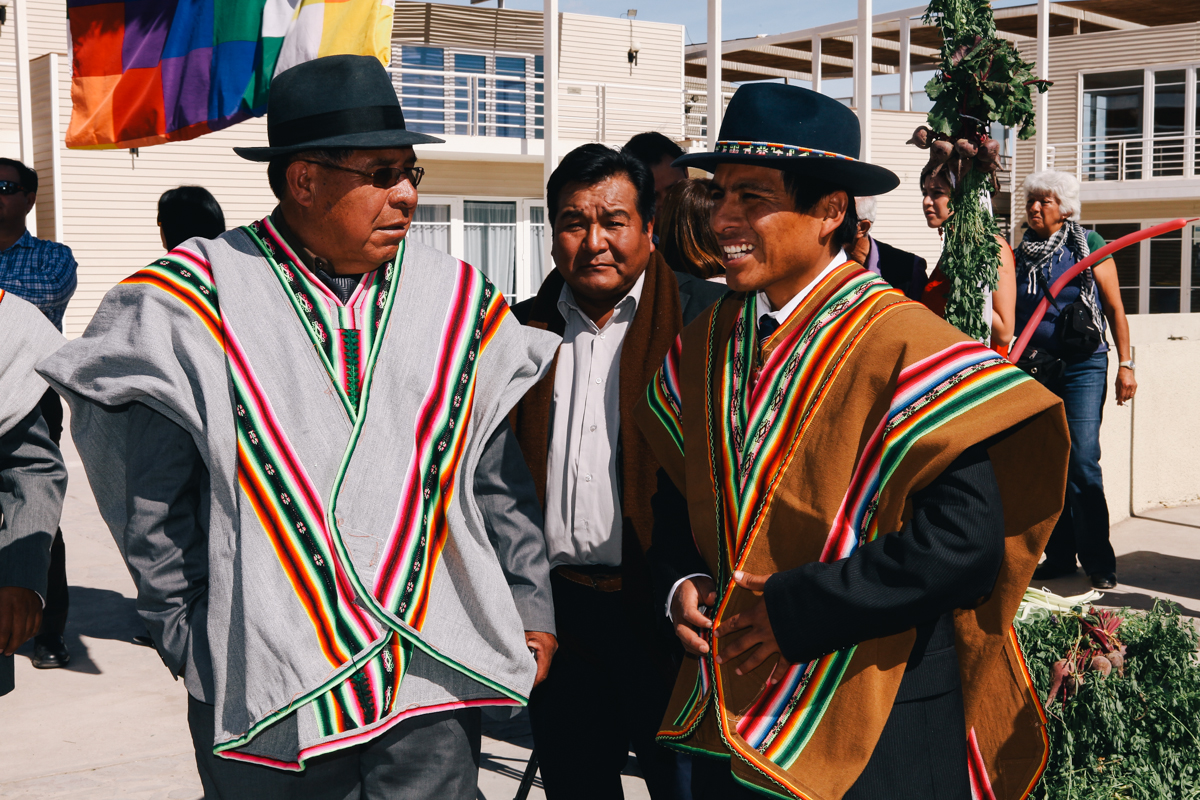
칠레 타라파카주의 아이마라족 커뮤니티.

칠레 원주민은 혈통의 전체 또는 대부분이 아메리카 원주민 또는 라파누이인(이스터섬)에 속하는 칠레인을 말한다. 2017년 인구조사에서는 2,185,792명이 원주민의 정체성을 선언했다. 대부분의 칠레인의 조상 중에는 원주민이 섞여 있지만 그 정체성이나 법적 지위는 특정한 토착민 집단과 자기 정체성을 공유하고 그 집단에서 일원으로서 받아들여지는 경우에만 한한다.
칠레 남중부를 전통적 영토로 하는 마푸체족이 전체 원주민 인구의 약 80%를 차지한다. 이외에는 지역에 따라 아이마라족, 케추아족, 아타카마족, 콜라족, 디아기타족, 야간족, 카웨스카르족, 그리고 아메리카 인디언에 해당하지 않는 라파누이족 등이 있다. 사라졌거나 규모가 근소한 기타 집단으로는 초노족, 윌리체족, 창고족, 피쿤체족, 테우엘체족, 쿤코족, 셀크남족 등이 있다.

칠레 원주민의 전통적 분포